# Colom de Delegorgue
El colom de Delegorgue (Columba delegorguei) és una espècie d'ocell de la família dels colúmbids (Columbidae) que habita zones boscoses d'Àfrica oriental i Meridional, des del sud-est del Sudan, cap al sud fins, a través de l'est d'Uganda, Kenya, Tanzània, Zàmbia, Malawi, Moçambic, Zimbàbue i Angola fins a l'est de Sud-àfrica.